# KPXN
KPXN é uma emissora de televisão americana com sede em Los Angeles, Califórnia. É afiliada à ION Television e opera nos canais 30 UHF analógico e 38 UHF digital.